# Georges Boudarel
Georges Boudarel (21 tháng 12 năm 1926 – 26 tháng 12 năm 2003) là một học giả người Pháp, người từng tham gia cùng với Việt Nam trong cuộc chiến tranh Đông Dương. Ông từng bị cáo buộc đã tham gia tra tấn những tù binh người Pháp trong cuộc chiến này.

## Tiểu sử
Georges Boudarel sinh ngày 21 tháng 12 năm 1926 tại Saint-Étienne, Loire, trong một gia đình Công giáo. Sau khi tốt nghiệp đại học ngành văn chương, ông tham gia Đảng Cộng sản Pháp. Vào cuối những năm 1940, Georges Boudarel làm giáo viên triết học tại trường trung học Marie-Curie ở Sài Gòn. Thời gian này, ông tham gia với một nhóm Marxism của những người Pháp và qua đó bắt liên lạc với phe kháng chiến Việt Nam. Năm 1949, Georges Boudarel rời bỏ cương vị giáo viên tại trung học Yersin, Đà Lạt, để tham gia vào Việt Minh với bí danh Đại Đồng. Ông được Phạm Ngọc Thạch phân công làm việc tại Địch vận Việt Minh, phát thanh cho ban Pháp Ngữ đài Nam Bộ Kháng chiến. Thời gian sau, Georges Boudarel được thuyên chuyển lên Việt Bắc, giữ nhiệm vụ phó trưởng trại cho trại tù số 113 giam tù binh Pháp tại Láng Kiều, gần biên giới Trung Quốc, phía nam Hà Giang. Theo Georges Boudarel, ông chỉ làm thông dịch và giảng cho các tù binh Pháp các chính sách và quy định của chính phủ Hồ Chí Minh đối với các tù binh. Tuy vậy, nhiều tù binh đã nói rằng chính Georges Boudarel tham gia vào việc thẩm vấn và tra tấn họ. Cáo trạng của các cựu tù nhân nêu rõ ông đã góp phần bỏ đói tù nhân, tra tấn vật lý, tàn phá cơ thể, tuyên truyền chính trị và chỉ điểm tố cáo giữa các tù binh.
Sau khi cuộc chiến tranh Đông Dương kết thúc, Georges Boudarel nhờ sự can thiệp của Đảng Cộng sản Pháp để rời Việt Nam sang Praha vào năm 1964. Ông được Đảng Cộng sản Tiệp Khắc sắp xếp một công việc tại Tổng Công Đoàn thế giới (World Federation of Trade Unions). Năm 1967, sau khi chính phủ Pháp thông qua đạo luật ân xá cho những người phạm tội trong các cuộc chiến tại Đông Dương và Algérie, Georges Boudarel trở về Pháp và tiếp tục đi học. Ông bảo vệ luận án tiến sĩ với đề tài về Phan Bội Châu. Georges Boudarel trở thành một nhà nghiên cứu về Việt Nam quan trọng và được giới học giả công nhận, với nhiều tác phẩm giá trị như  'Phan Bội Châu', 'Cải cách ruộng đất', 'Trăm Hoa đua nở trong bóng đêm miền Bắc', 'Tự do tính dục tại các làng xã Việt cổ truyền' , v.v. Ông cũng là một dịch giả đã giới thiệu nhiều tác phẩm Việt Nam ra tiếng Pháp, như Tắt đèn của Ngô Tất Tố, Dế mèn phiêu lưu ký của Tô Hoài, Đại thắng mùa xuân của Văn Tiến Dũng... Từ năm 1967 đến khi nghỉ hưu, Georges Boudarel giảng dạy tại trường Đại học Paris VII.
Không giống với những người khác, Georges Boudarel không giấu đi quá khứ đã rời bỏ phía Pháp để theo Việt Minh. Ông nhìn nhận thẳng thắn vào lịch sử của phong trào cộng sản Việt Nam mà bản thân ông có liên quan. Tháng 4 năm 1991, Georges Boudarel bị luật sư Jean-Marc Varaut, đại diện cho Wladislav Sobanski, một cựu tù nhân của trại 113, và Hội Cựu Tù nhân Đông Dương kiện vì tội ác chống lại loài người. Những năm cuối đời, Georges Boudarel sống trong trại dưỡng lão và mất vào ngày 26 tháng 12 năm 2003, thọ 77 tuổi.

## Tác phẩm
- Jean Chesneaux, George Bourdarel, Daniel Hémery, Tradition et révolution au Viet-Nam, Paris, Anthropos, 1971.
- Georges Boudarel, Giap, éditions Atlas, 1977
- Georges Boudarel, La Bureaucratie au Viêt Nam, L'Harmattan, 1983
- Georges Boudarel, Cent fleurs éclosent dans la nuit du Viêt Nam: communisme et dissidence, 1954-1956, Jacques Bertoin, 1991
- Georges Boudarel, Autobiographie, Jacques Bertoin, 1991
- Georges Boudarel, Nguyễn Văn Ký, Hanoi 1936-1996: du drapeau rouge au billet vert, Autrement, 1997
- Georges Boudarel, Nguyễn Văn Ký, Hanoi: City of the Rising Dragon, Rowman & Littlefield, 2002.
- Georges Boudarel, Phan Bội Châu và xã hội Việt Nam ở thời đại ông, Nhà xuất bản Văn hóa Thông tin, 1998